# Anders Kristiansson
Anders Kristiansson, född 7 april 1949 i Valdemarsviks församling, är en svensk beachvolley- och volleybolltränare och tidigare volleybollspelare.

## Karriär
Kristiansson spelade för Lidingö SK mellan 1967 och 1979 och tog 12 SM-guld med laget. Redan 1968 började han träna Sollentuna VK damlag, 1972 började han även träna Lidingö SK (som han då även spelade för). Bägge lagen var extremt framgångsrika, med 14 SM-gult för damlaget och 10 SM-guld för herrlaget under den period Kristiansson tränade lagen (till 1982 för herrlaget, till 1988 för damlaget) 
Han påbörjade sin tränarkarriär för landslaget 1976 efter ett landslagsuppdrag med Sverige till Kina som spelare.. Han var förbundskapten för Sveriges herrar. Under hans period som förbundskapten utvecklades landslaget och nådde sina hittills största framgångar. Vid EM 1989 vann laget sensationellt mot Sovjetunionen i semifinalen. Det var Sveriges första vinst mot Sovjetunionen och den innebar att landet för första gången sedan 1963 inte blev Europamästare. I finalen förlorade Sverige mot Italien. Kristiansson blev avsatt i februari 1996. Han blev invald i volleybollens Hall of fame 2017.
Kristiansson tränar tillsammans med Rasmus Jonsson beachvolleyparet Jonatan Hellvig och David Åhman sedan 2018. De har revolutionerat sporten genom en ny taktik och spelstil som gjort sig känd som "Swedish jump set". Vid EM 2022 slog laget (precis som herrlandslaget 33 år tidigare) ut storfavoriterna i semifinalen och lyckades även vinna finalen. Paret tog även guld vid OS 2024.

## Tränarlag[23]
- Sveriges damer (1973-1981)
- Sveriges herrar (1976-1979,1981-1996)
- Sisley Treviso (1988-1991)
- Noliko Maaseik (1992-1994, 1996-2007)
- Iraklis (2007-2008)
- Olympiakos SC (2008-2010)
- Toyoda Gosei Trefuerza (2013-2019)[18]

## Spelarmeriter
- 102 landslagsspel för Sverige[15]
- 12 SM-guld med Lidingö SK[15]

## Tränarmeriter
- Olympiskt deltagande 1988 samt silver i Europamästerskapet 1989 med Sveriges herrar[15]
- 10-faldig svensk mästare med Lidingö SK:s herrar[15]
- 14-faldig svensk mästare med Sollentuna VK:s damer[15]

### Fotnoter
1. 1 2  ”Olympedia”. https://www.olympedia.org/athletes/2400133.
2. 1 2 3 4 5 6 7 8 9 10 11 12 13 14 15 16 17 18 19 20 21 22 23 24 25 26 27 28 29 30 31  ”Svenskt volleybollarkiv” (på engelska). Svenska Volleybollförbundet. https://volleybollarkiv.exaf.se/volleyboll/svenska-mastare. Läst 5 november 2023.
3. ↑  ”Personstatistik”. Svenska Volleybollförbundet. 25 september 2021. https://web.archive.org/web/20210925121530/https://www.volleyboll.se/volleyboll/Volleybollandslagen/Herr/Historik/Personstatistik/. Läst 12 november 2023.
4. 1 2 3 4  https://www.volleyboll.se/volleyboll/Omvolleyboll/Historik/svenskamastaregenomtiderna/1970-talet/
5. ↑  ”1982/1983 Senior European Championships” (på engelska). Confédération Européenne de Volleyball. https://www-old.cev.eu/Competition-Area/competition.aspx?ID=305&PID=629. Läst 26 februari 2023.
6. ↑  ”1984/1985 Senior European Championships” (på engelska). Confédération Européenne de Volleyball. https://www-old.cev.eu/Competition-Area/competition.aspx?ID=274&PID=582. Läst 21 oktober 2023.
7. ↑  ”1986/1987 Senior European Championships” (på engelska). Confédération Européenne de Volleyball. https://www-old.cev.eu/Competition-Area/competition.aspx?ID=275&PID=583. Läst 21 oktober 2023.
8. ↑  ”Olympedia”. https://www.olympedia.org/results/37404.
9. ↑  ”1988/1989 Senior European Championships” (på engelska). Confédération Européenne de Volleyball. https://www-old.cev.eu/Competition-Area/competition.aspx?ID=276&PID=585. Läst 7 april 2023.
10. ↑  Todor Krastev. ”Men Volleyball XII World Championship 1990 Rio de Janeiro (BRA) - 18-28.10 - Winner Italy” (på engelska). http://www.todor66.com/volleyball/World/Men_1990.html. Läst 2 december 2023.
11. ↑  ”1990/1991 Senior European Championships” (på engelska). Confédération Européenne de Volleyball. https://www-old.cev.eu/Competition-Area/Competition.aspx?ID=277&PID=586. Läst 21 oktober 2023.
12. ↑  ”1992/1993 Senior European Championships” (på engelska). Confédération Européenne de Volleyball. https://www-old.cev.eu/Competition-Area/Competition.aspx?ID=278&PID=588. Läst 21 oktober 2023.
13. ↑  ”Anders Kristiansson” (på engelska). Volleybollens Hall of Fame. https://www.volleyhall.org/anders-kristiansson.html. Läst 20 augusti 2024.
14. ↑  Ingela Ahlberg (TT) (5 oktober 2004). ”Lite entusiasm i svensk volleyboll”. Dagens Nyheter. http://www.dn.se/sport/lite-entusiasm-i-svensk-volleyboll/. Läst 12 oktober 2013.
15. 1 2 3 4 5 6 7  Svensk volleyboll. ”Hall of Fame: Anders Kristiansson”. Arkiverad från originalet den 24 september 2021. https://web.archive.org/web/20210924212916/https://www.volleyboll.se/Omoss/utmarkelser/HallofFame/halloffameanderskristiansson/. Läst 24 september 2021.
16. ↑  Anders Lundqvist (17 juni 2013). ”Kristiansson får toppjobb som coach i Japan”. Dagens Nyheter. http://www.dn.se/sport/kristiansson-far-toppjobb-som-coach-i-japan/. Läst 12 oktober 2013.
17. ↑  ”Volleyboll: EM 1989”. SVT. 3 april 2017 (sändningen från 1989). https://www.svtplay.se/video/28762822/volleyboll-em-1989. Läst 31 december 2021.
18. 1 2 3  ”Hårds historier: När Sverige välte Sovjet”. SVT. 14 januari 2019. https://www.svtplay.se/video/22540894/hards-historier/hards-historier-sasong-1-nar-sverige-valte-sovjet?id=K5wYEDZ. Läst 21 augusti 2022.
19. ↑  Christofer Brask (28 december 2004). ”Helylle är värdelöst”. Expressen. http://www.expressen.se/sport/helylle-ar-vardelost/. Läst 12 oktober 2013.
20. ↑  ”'Swedish Jump-Set' helps world's top beach volleyball team reach the medal round at Paris Olympics” (på engelska). AP News. 7 augusti 2024. https://apnews.com/article/2024-olympics-sweden-jumpset-8157af02d1be448777d9201bc09efcbb. Läst 12 augusti 2024.
21. ↑  ”Åhman och Hellvigs succé fullbordad – tar EM-guld”. SVT. https://www.svt.se/sport/beachvolleyboll/beachvolleyboll-final. Läst 21 augusti 2022.
22. ↑  ”Åhman och Hellvig inspirerar andra lag: ”Många pratar om oss””. SVT. https://www.svt.se/sport/beachvolleyboll/ahman-och-hellvig. Läst 21 augusti 2022.
23. ↑  [https://web.archive.org/web/20220123181432/https://www.toyoda-gosei.co.jp/news/detail/?id=300 ”～男子バレーボール部「豊田合成トレフェルサ」～
新監督就任のお知らせ (sv. Herrvolleybollklubb "Toyoda Gosei Trefuerza" -Meddelande om ny utnämning till direktör)”] (på japanska). Toyoda Gosei Trefuerza. Arkiverad från originalet den 23 januari 2022. https://web.archive.org/web/20220123181432/https://www.toyoda-gosei.co.jp/news/detail/?id=300. Läst 23 januari 2022.